# Béla Békessy
Béla Békessy (ur. 16 listopada 1875 w Debreczynie, zw. 6 lipca 1916 na Wyżynie Wołyńsko-Podolskiej) – węgierski oficer i szermierz, wicemistrz olimpijski.
Na igrzyskach olimpijskich w Sztokholmie w 1912 startował w zawodach indywidualnych we wszystkich trzech broniach. Najpierw był siódmy we florecie, przegrywając sześć z siedmiu walk rundy finałowej. W szpadzie odpadł w pierwszej rundzie. W turnieju szablistów zdobył srebrny medal, wygrywając pięć z siedmiu walk finałowych. Na podium rozdzielił rodaków: Jenő Fuchsa i Ervina Mészárosa.
Nie zdobył medalu mistrzostw świata.
Ukończył gimnazjum w Debreczynie, a następnie Akademię Wojskową Cesarzowej Ludwiki. W 1899 ukończył kurs oficerski. W kolejnych latach awansowany na kapitana 2. Pułku Huzarów. Podczas I wojny światowej walczył w Armii Austro-Węgier na froncie wschodnim, między innymi pod Lwowem, Chorostkowem i Hałuzją, gdzie został ranny w brzuch. Zmarł parę dni później w wyniku odniesionych obrażeń.